# Microtus paradoxus
Microtus paradoxus es una especie de roedor de la familia Cricetidae.

## Distribución geográfica
Se encuentra en el sur de Turkmenistán. 